# SporTV
SporTV es un canal de televisión por suscripción brasileño. Fue lanzado el 10 de noviembre de 1991 con el nombre Top Sport, cambiado al actual en 1994. Tiene dos canales hermanos, SporTV 2 y SporTV 3. Es líder de audiencia entre los canales deportivos de Brasil, por delante de ESPN y BandSports. Actualmente retransmite más de dos mil eventos deportivos al año de todos los deportes importantes.
SporTV es una marca de Globo (subsidiaria del Grupo Globo), que desde 2020 se convirtió en una sola empresa, resultado de la integración de TV Globo, Globosat, Globo.com y Gestão Corporativa, aunando canales de TV abierta y TV de paga, así como productos y servicios digitales.

## Historia
Top Sport fue lanzado el 10 de noviembre de 1991, junto con el anteriormente Globosat y sus tres canales hermanos, Telecine, GNT y Multishow. El canal sirvió como principal interlocutor de los programas de la cadena de canales estadounidense Prime Network, propiedad de Liberty Media.
Al año siguiente, se estrenò el primer programa original del canal, 360°, presentado por Glenda Kozlowski y con una duración de cuarenta minutos. "En principio, la idea de Globosat es desarrollar un programa que aborde el deporte en general. Pero esto aún no está decidido", afirmó entonces. Además, essa misma semana estrenaron dos entrevistas, una a Dora Bria y otra a Luísa Parente.
En octubre de 1993, se anunció una asociación con TV Globo, Rede Bandeirantes y Globosat para crear el canal Esporte Brasil, cuyo lanzamiento estaba previsto para el primer día del año siguiente. Como resultado, se transmitiría las 24 horas del día, con periodistas y técnicos de ambas emisoras de tv abierta para reforzar el casting del nuevo canal. Siguió el ejemplo, principalmente de ESPN, que solo cubría eventos deportivos. Poco después, Band salió del negocio por falta de presupuesto.
Al inicio del canal, cuando era necesario transmitir en vivo de 2 a 3 juegos al mismo tiempo, SporTV reenviaba estos partidos a GNT y Multishow. El formato duró hasta 1997, cuando se creó Premiere, el primer canal de pago por evento de la televisión brasileña. Hasta 2003, el canal transmitía eventos realizados al mismo tiempo en dos señales; uno en el canal principal y otro en el canal local, proporcionado por los operadores.
También en 2003, el canal dejó de transmitir programas producidos por productoras independientes y pasó a tener todo el contenido realizado por Esporte da TV Globo, incluyendo la incorporación de nombres de la emisora abierta, como Galvão Bueno, Cléber Machado y Luis Roberto. Debutaron programas como Bem, Amigos!, Arena SporTV y Redação SporTV, además de Linha de Chegada, Brasil em Campo, entre otros.
En 2017, SporTV solo transmitiría fútbol. Como resultado, SporTV News pasó a llamarse SporTV 2. Esto ocurrió con el objetivo de aumentar la audiencia de los tres canales. El 15 de febrero del año siguiente, el canal anunció la contratación del narrador Gustavo Villani, quien estaba en Fox Sports. El 1 de marzo, SporTV estrenó su programación para 2018, incluyendo el debut del Baú do Esporte, cambios de mando de Redação SporTV y Seleção SporTV, además de estrenar un nuevo escenario para sus programas.

## Programas
- Redação SporTV
- Tá na Área
- Troca de Passes
- SporTV News
- Seleção SporTV
- Baú do Esporte
- Globo Esporte
- Tá On
- Boleiragem
- Galeria SporTV
- Giro da Rodada